# رينر جيس
رينر جيس (بالألمانية: Reiner Gies)‏ (مواليد 12 مارس 1963) هو ملاكم ألماني، مثّل بلاده في الألعاب الأولمبية الصيفية في دورتي 1984 و1988.

## روابط خارجية
رينر جيس على موقع بوكس ريك (الإنجليزية) (registration required)
- رينر جيس على موقع أوليمبيديا (الإنجليزية)